# The Fall of Math
The Fall of Math è l'album di debutto dei 65daysofstatic pubblicato il 20 settembre 2004 con Monotreme.
L'album ha due singoli, entrambi pubblicati dopo l'album. Mentre "Retreat! Retreat" era un singolo pubblicato dal CD standard realizzato dopo 2 b-sides,"Hole" era stato pubblicato con 7 tracce EP con la lunghezza di quasi 30 minuti.
Entrambe le tracce sono accompagnate da un video promozionale.

## Tracce
1. Another Code Against the Gone – 1:40
2. Install a Beak in the Heart That Clucks Time in Arabic – 4:55
3. Retreat! Retreat! – 4:09
4. Default This – 1:43
5. I Swallowed Hard, Like I Understood – 5:27
6. The Fall of Math – 3:59
7. This Cat Is a Landmine – 4:45
8. The Last Home Recording – 2:13
9. Hole – 4:33
10. Fix the Sky a Little – 5:29
11. Aren't We All Running? – 4:51

Retreat! Retreat e Hole sono stati pubblicati come singoli.